# Эгава, Тацуя
Тацуя Эгава (яп. 江川達也 Эгава Тацуя, род. 8 марта 1961, Нагоя) — японский мангака. Он получил диплом по специальности прикладная математика и в течение пяти месяцев преподавал математику в университете, прежде чем стал профессионально рисовать мангу.
Работал ассистентом у известного мангаки Хироси Мотоямы. Тацуя Эгава получил известность, когда его короткая работа Don’t Give Up заняла первое место на конкурсе журнала Morning. В 1984 году он дебютировал в журнале Morning с мангой Be Free! (BE FREE!).
В его манге, например в Golden Boy или Tokyo University Story, часто присутствуют эротические сцены, а в 2003 году Эгава участвовал в съёмках порнографического фильма в качестве режиссёра. В то же время он нарисовал популярную мангу для детей — Magical Taruruto-kun.
Известно, что ассистентом Эгавы одно время работал создатель манги «Моя богиня!» Косукэ Фудзисима.

## Работы
- Be Free! (BE FREE!) 1984 г., публиковалась в журнале Morning
- Magical Taruruto-kun (まじかる★タルるートくん) 1988 г., публиковалась в Weekly Shonen Jump
- Golden Boy (ゴールデンボーイ) 1992 г., публиковалась в Super Jump
- Tokyo University Story (東京大学物語, Toukyou Daigaku Monogatari) 1992 г., публиковалась в Big Comic Spirits
- Takechan to Papa (タケちゃんとパパ) 1995 г.
- Madou Tenshi Unpoko (魔動天使うんポコ) 1998 г., публиковалась в CoroCoro Comic
- Deadman (DEADMAN) 1998 г., публиковалась в Manga Allman
- The Last Man (ラストマン) 1998 г., публиковалась в Young Magazine
- Neo Devilman (ネオデビルマン) 1999 г., публиковалась в Morning Shin-Magnum Special
- Bunkasai Ura Jikkouiinkai (文化祭ウラ実行委員会) 2000 г., публиковалась в журнале Comic Gotta
- Genji Monogatari (源氏物語) по мотивам романа «Повесть о Гэндзи»; 2001 г., публиковалась в Ultra Jump
- One Zero Nine (ONE ZERO NINE) 2001 г., публиковалась в Manga Allman
- Nichiro Sensou Monogatari (日露戦争物語) 2001 г., публиковалась в Young Jump
- Hachigatsu no Koi Koryu (八月の鯉/コーリュー) 2003 г., публиковалась в Young Jump[3]
- Kachikujin Yapoo (家畜人ヤプー) 2003 г., публиковалась в Comic Birz
- Playback Part 2 (プレイバックpart2) 2005 г.
- Bocchan (坊ちゃん) 2007 г., публиковалась в журнале Comic Gumbo
- Kateikyoushi Kamiyama Mika (家庭教師 神宮山美佳) 2007 г., публиковалась в Shuukan Gendai
- Sengoku Hakkenden (戦国八犬伝) 2009 г., публиковалась в Comic GA
- Sengoku Satomi Hakkenden Episode Zero (戦国里見八犬伝Episode Zero~南総里見八犬伝より) 2010 г., публиковалась в Sengoku Bushou Retsuden
- Manga Saishuuhen Souron — Ishiwara Kanji to Miyazawa Kenji (マンガ最終戦争論 石原莞爾と宮沢賢治) 2010 г., публиковалась в Comic Taiga
- Golden Boy II — Sasurai no Obenkyou Yarou Geinoukai Ooabarehen  (GOLDEN BOY II ～さすらいのお勉強野郎 芸能界大暴れ編～) 2010 г., публиковалась в Business Jump[4]